# Wiener Werkstattpreis
El Premio literario Wiener Werkstattpreis fue fundado en 1992 y se convoca cada año desde 2000 en Austria. Además hay una convocatoria paralela para fotografía. El premio intenta presentar autores menos conocidos y/o jóvenes. 
Las convocatorias están dotadas de 1.100 EUR (información del 2009). En 2009 el premio ha estado convocado en las tres categorías narrativa corta, ensazo i poesía. Son responsables para el finanzamiento el gobierno austriaco y el municipio de Viena mientras que la editorial FZA Verlag fornece la organización.

## Premiados
- 2019 Mercedes Spannagel (premio del jurado), Katia Sophia Ditzler (premio de reconocimiento), Christian Wolf (premio especial) – Andrea Gesierich (FZA premio al taller de fotografía)
- 2018 Bettina Landl (premio del jurado), Kaia Rose (premio del público), Patrick Wolf (premio especial)
- 2017 Mareen Bruns (premio del jurado), Markus Grundtner (premio del público), Ana Drezga (premio especial)
- 2016 Sandra Gugić (premio del jurado), Sarah Berger (premio del público), Verena Mermer (premio especial)

- 2015 Christoph Szalay (premio del jurado), Jeannine Meighörner (premio del público)
- 2014 Marie Gamillscheg (premio del jurado), Betty Kolodzy (premio del público)
- 2013 Signe Ibbeken (premio del jurado), Frank Schliedermann (premio del público)
- 2012 Marina Ebner, Daniel Wild
- 2011 Andreas Hutt (premio del jurado), Clemens Ottawa (premio del público)
- 2010 Birgit van der Leeden.
- 2009 Wolfgang Ellmauer y Markus Thiele.
- 2008 Axel Görlach (premiado principal)
FZA-Werkstattpreis: Katharina Bendixen
- 2007 Klaus Ebner (premiado principal)
Categoría narrativa y ensayo: Klaus Ebner; categoría poesía: Norbert Sternmut
- 2006 Constantin Göttfert (literatura)
- 2005 Felician Siebrecht (fotografía)
- 2004 Ingeborg Woitsch (literatura), Daniel Mylow (narrativa)
- 2003 Dominique Marc Wehrli (fotografía), Uljana Wolf (literatura)
- 2002 Michael Krupp, Susanne Wagner (poesía)
- 2001 Olaf Kurtz (poesía)
- 2000 Christine Thiemt (poesía)
- 1994 Franzobel (literatura)